# Лапа (Парана)
Лапа (порт. Lapa)  —  муниципалитет в Бразилии, входит в штат Парана. Составная часть мезорегиона Агломерация Куритиба. Входит в экономико-статистический микрорегион Лапа. Население составляет 45 175 человек на 2006 год. Занимает площадь 2045,893 км². Плотность населения — 22,1 чел./км².

## История
Город основан 13 июня 1769 года. 

## Статистика
- Валовой внутренний продукт на 2003 год составляет 419 618 532,00 реалов (данные: Бразильский институт географии и статистики).
- Валовой внутренний продукт на душу населения на 2003 год составляет 9676,88 реалов (данные: Бразильский институт географии и статистики).
- Индекс развития человеческого потенциала на 2000 год составляет 0,754 (данные: Программа развития ООН).

## География
Климат местности: тропический.